# 多田武雄

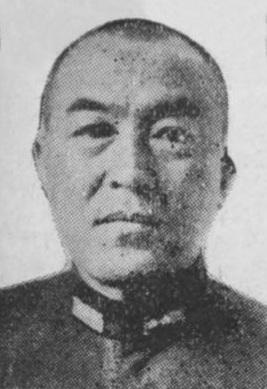

多田 武雄（ただ たけお、1890年（明治23年）10月7日 - 1953年（昭和28年）3月3日）は、日本の海軍軍人。最終階級は海軍中将。

## 経歴
1890年10月7日、岩手県で盛岡中学校長・多田綱宏の二男として生まれる。盛岡中学から東京府立第一中学へ転校。府立一中を卒業後、海軍兵学校へ入校し、1912年（明治45年）7月、同校卒業（第40期）。海兵同期に、大西瀧治郎、宇垣纏、山口多聞、福留繁、岡新、千田貞敏、吉良俊一など。1913年（大正2年）12月、海軍少尉任官。
1918年（大正7年）12月、呉防備隊分隊長に就任するが、1919年（大正8年）4月、病気のため待命となる。1920年（大正9年）6月、軍令部出仕（第3班第5課）として復帰。1922年（大正11年）5月、「神威」分隊長となり、同年12月、井上良馨元帥付副官兼軍令部副官に転じた。
1924年（大正13年）12月、「菊月」駆逐艦長に就任し、1925年（大正14年）12月、海軍少佐に昇進し「蔦」駆逐艦長に着任。1926年（大正15年）4月、「楢」駆逐艦長に転じ、佐世保鎮守府付、海軍省人事局第2課局員を経て、1930年（昭和5年）12月、海軍中佐に進級。1933年（昭和8年）9月、練習艦隊参謀に発令され、1934年（昭和9年）10月、「鶴見」特務艦長に就任し、同年11月、海軍大佐に昇進した。
1935年（昭和10年）11月、人事局第2課長に転じた。1938年（昭和13年）11月、戦艦「霧島」艦長に就任し、第3遣支艦隊参謀長、興亜院調査官（青島出張所長）出向などを経て、1940年（昭和15年）11月、海軍少将に進級。1941年（昭和16年）9月、第11航空艦隊第21航空戦隊司令官に発令され太平洋戦争開戦を迎えた。
台湾からフィリピン攻略戦において航空戦を戦い、その後、ラバウルに進出。その間、1空や台南空、3空の活躍で熾烈な航空戦を展開した。1942年（昭和17年）10月10日、南西方面艦隊兼第二南遣艦隊参謀長に就任。1943年（昭和18年）9月20日には第13航空艦隊参謀長も兼任する。同年11月1日、海軍中将に進んだ。1944年（昭和19年）に入ってからは、航空本部総務部長、更に海軍省軍務局長に栄転。
1944年9月5日、陸海技術運用委員会が設置され、佐藤賢了陸軍省軍務局長とともに副委員長を務めた。特殊奇襲兵器開発のために陸海民の科学技術の一体化が図られた。
井上成美が大将に進級後、大将の次官は例がないことを言い、「（この戦局に大将を作って何になりますか。）負けいくさ大将だけはやはり出来」という川柳に残して海軍次官を辞任。井上の後任として米内光政海相は多田を海軍次官に、大西瀧治郎を軍令部次長にそれぞれ充てた。1945年（昭和20年）5月15日から11月20日まで海軍次官を務めたが、米内に鈴木貫太郎、東郷茂徳らが陸軍に感づかれないように密かに終戦工作を繰り広げていた中、穏健派だった多田は大西に焚き付けられ、豊田副武軍令部総長も含め最後は徹底抗戦派に与していた。実質上最後の海軍次官を務め、敗戦後に予備役に編入された。
1948年（昭和23年）1月、公職追放の仮指定を受ける。追放中の1948年（昭和23年）10月、兵器処理問題に関し、衆議院不当財産取引調査特別委員会に中島知久平、椎名悦三郎とともに証人喚問された。1952年（昭和27年）4月、追放解除。

## 栄典
- 1914年（大正3年）1月30日 - 正八位[6]
- 1916年（大正5年）1月21日 - 従七位[7]
- 1919年（大正8年）1月10日 - 正七位[8]

## 親族
- 長男 多田圭太（海兵72期・海軍少佐）
- 弟 多田力三（海軍機関中将）
- 義兄 鳥崎保三（海軍少将）